# Línea 63 (EMT Madrid)
La línea 63 de la EMT de Madrid une la Avenida de Felipe II con el barrio de Santa Eugenia.

## Historia
Esta línea fue puesta en servicio en primavera de 1971, con la denominación Plaza de Mariano de Cavia - Ciudad Residencial Santa Eugenia.
En 1974, fue ampliada desde su extremo oeste, hasta la avenida de Felipe II.
Durante el año 1976, existió el ramal 263 Felipe II - Complejo Politécnico, que fue sustituido por la línea universitaria J.
En 1988, la línea unificó su recorrido con el de la línea 145 y en 1995, se mejoró el servicio en Santa Eugenia trasladando su cabecera junto a la estación de tren.

## Características
Esta línea es la que más se acerca al centro de Madrid entre las tres que prestan servicio al barrio de Santa Eugenia, circulando por la Autovía del Este y sus aledaños.

### Frecuencias
| Lunes a viernes laborables |               |
| De 6:00 a 22:00            | 9-13 minutos  |
| De 22:00 a 23:00           | 13-15 minutos |
| Sábados laborables         |               |
| De 6:00 a 9:00             | 22-25 minutos |
| De 9:00 a 21:00            | 16-18 minutos |
| De 21:00 a 23:00           | 17-20 minutos |
| Domingos y festivos        |               |
| De 7:00 a 9:00             | 21-35 minutos |
| De 9:00 a 23:00            | 16-21 minutos |

## Recorrido y paradas
NOTA: Debido a las obras de ampliación de la línea 11 de Metro, las paradas sombreadas en rojo permanecen fuera de servicio.

### Sentido Barrio de Santa Eugenia
La línea inicia su recorrido en la Avenida de Felipe II, cerca de la estación de Goya, saliendo de la misma para incorporarse a la calle Alcalá, para girar a la Calle Narvaéz, que recorre hasta la intersección con la calle Ibiza, girando a la derecha y saliendo por ella a la Avenida de Menéndez Pelayo.
A continuación circula por la esta avenida junto al Parque del Retiro hasta llegar a la Plaza de Mariano de Cavia, donde sale por la Avenida del Mediterráneo.
Recorre esta avenida pasando por la Plaza de Conde de Casal y franquea la M-30, pasada la cual se desvía para entrar a la calle El Bosco, una de las situadas en los márgenes de la Autovía del Este, que recorre entera hasta salir de nuevo a la autovía.
Sigue su camino por la autovía y franquea la autopista M-40, y tras pasar sobre la vía del tren, se desvía para entrar en el barrio de Santa Eugenia por la Avenida de Santa Eugenia.
Dentro del barrio de Santa Eugenia, la línea recorre la Avenida de Santa Eugenia, la calle Fuentespina y de nuevo la Avenida de Santa Eugenia, teniendo su cabecera en la intersección de la calle Puentelarra y la Avenida del Mediterráneo.
| Código | Parada                                  | Común con                                      | Conexiones con Metro y Cercanías | Otros |
| ------ | --------------------------------------- | ---------------------------------------------- | -------------------------------- | ----- |
| 2153   | FELIPE II (C/ Narváez)                  |                                                | Goya                             |       |
| 2154   | Narváez-O'Donnell                       | 15 26 61 215 C1                                |                                  |       |
| 2156   | Narváez-Ibiza                           | 2 15 26 61 215 C1                              | Ibiza                            |       |
| 814    | Menéndez Pelayo-Sainz de Baranda        | 20 26 152 C1                                   |                                  |       |
| 816    | Hospital Niño Jesús                     | 20 26 152 C1                                   |                                  |       |
| 2213   | Plaza Niño Jesús                        | 26 152 C1                                      |                                  |       |
| 2130   | Mariano de Cavia                        | 14 32                                          |                                  |       |
| 2128   | Mediterráneo                            | 14 32                                          |                                  |       |
| 2126   | Av. Mediterráneo-Conde de Casal         | 14 32                                          | Conde de Casal                   |       |
| 2605   | El Bosco-Maruja García Romero           | 143                                            |                                  |       |
| 2606   | El Bosco-Pérez de Ayala                 | 143                                            |                                  |       |
| 2607   | Pérez de Ayala-El Bosco                 | 143                                            |                                  |       |
| 2608   | El Bosco-Pío Felipe                     |                                                |                                  |       |
| 4341   | El Bosco-Humanes                        |                                                |                                  |       |
| 3353   | Mediterráneo-Pablo Neruda               | 145 E 312 312A 331 332 333 334 336 337 339 341 |                                  |       |
| 5150   | Mediterráneo-Politécnico                | 145 312 312A 331 332 333 334 336 337 339 341   |                                  |       |
| 2612   | Mediterráneo-Democracia                 | 145 E 312 312A 331 332 333 334 336 337 339 341 |                                  |       |
| 1041   | Mediterráneo-Virgen de las Viñas        | 58                                             |                                  |       |
| 4787   | Fuentespina-Centro de Salud             | 58                                             |                                  |       |
| 1042   | Fuentespina                             | 58                                             |                                  |       |
| 1043   | Avenida Santa Eugenia-Fuentespina       | 58                                             |                                  |       |
| 1044   | Avenida Santa Eugenia-Virgen las Viñas  | 58                                             |                                  |       |
| 1045   | Avenida Santa Eugenia-Puentelarra       | 58                                             |                                  |       |
| 1038   | Avenida Santa Eugenia-Camino de Vasares | 58                                             |                                  |       |
| 2619   | Avenida Santa Eugenia 13                | 58                                             |                                  |       |
| 1039   | SANTA EUGENIA (Av. Mediterráneo)        | 58                                             | Santa Eugenia                    |       |

### Sentido Avenida de Felipe II
El recorrido de vuelta es igual al de ida pero en sentido contrario con algunas salvedades:
- Dentro del barrio de Santa Eugenia, circula por la calle Castrillo de Aza en lugar de circular por el tramo de la Avenida de Santa Eugenia paralelo a la vía del tren.
- Circula por la calle Arroyo Fontarrón (Moratalaz) en vez de la calle El Bosco (Puente de Vallecas), paralela a la calzada en sentido Madrid de la Autovía del Este.
- En lugar de pasar de la Avenida de Menéndez Pelayo a la calle Narváez por la calle Ibiza, lo hace por la calle Doce de Octubre.

| Código | Parada                                  | Común con                                                          | Conexiones con Metro y Cercanías | Otros |
| ------ | --------------------------------------- | ------------------------------------------------------------------ | -------------------------------- | ----- |
| 1039   | SANTA EUGENIA (Av. Mediterráneo)        | 58                                                                 | Santa Eugenia                    |       |
| 2620   | Castrillo de Aza                        |                                                                    |                                  |       |
| 2621   | Avenida Santa Eugenia-Castrillo de Aza  |                                                                    |                                  |       |
| 2618   | Avenida Santa Eugenia-Puentelarra       | 145                                                                |                                  |       |
| 2617   | Avenida Santa Eugenia-Virgen las Viñas  | 145                                                                |                                  |       |
| 2616   | Avenida Santa Eugenia-Fuentespina       | 145                                                                |                                  |       |
| 2615   | Fuentespina                             | 145                                                                |                                  |       |
| 4788   | Fuentespina-Centro de Salud             | 145                                                                |                                  |       |
| 2614   | Mediterráneo-Virgen de las Viñas        | 145                                                                |                                  |       |
| 2622   | Mediterráneo-Puentelarra                | 145                                                                |                                  |       |
| 2623   | Mediterráneo-Castrillo de Aza           | 145                                                                |                                  |       |
| 2613   | Mediterráneo-Democracia                 | 145 E 312 312A 313 326 331 332 333 334 336 337 339 341 351 352 353 |                                  |       |
| 2610   | Fuente Carrantona-Arroyo Fontarrón      |                                                                    |                                  |       |
| 2604   | Arroyo Fontarrón-Tacona                 |                                                                    |                                  |       |
| 4594   | Arroyo Fontarrón-Pío Felipe             |                                                                    |                                  |       |
| 4601   | Arroyo Fontarrón-Encomienda de Palacios | 143                                                                |                                  |       |
| 2611   | Mediterráneo-Arroyo Fontarrón           | 143 145 E 331 332 333 339 341                                      |                                  |       |
| 2125   | Av. Mediterráneo-Conde de Casal         | 14 32 351 352 353                                                  | Conde de Casal                   |       |
| 2127   | Mediterráneo                            | 14 32                                                              |                                  |       |
| 2210   | Mariano de Cavia                        | 26 152 C2                                                          |                                  |       |
| 2212   | Plaza Niño Jesús                        | 26 152 C2                                                          |                                  |       |
| 817    | Hospital Niño Jesús                     | 20 26 152 C2                                                       |                                  |       |
| 2214   | Narváez-Doce de Octubre                 | 26 61 C2                                                           |                                  |       |
| 2157   | Narváez-Ibiza                           | 2 15 26 61 215 C2                                                  | Ibiza                            |       |
| 2155   | O'Donnell-Narváez                       | 15 26 61 215 C2                                                    |                                  |       |
| 2153   | FELIPE II (C/ Narváez)                  |                                                                    | Goya                             |       |